# Música mizrahi

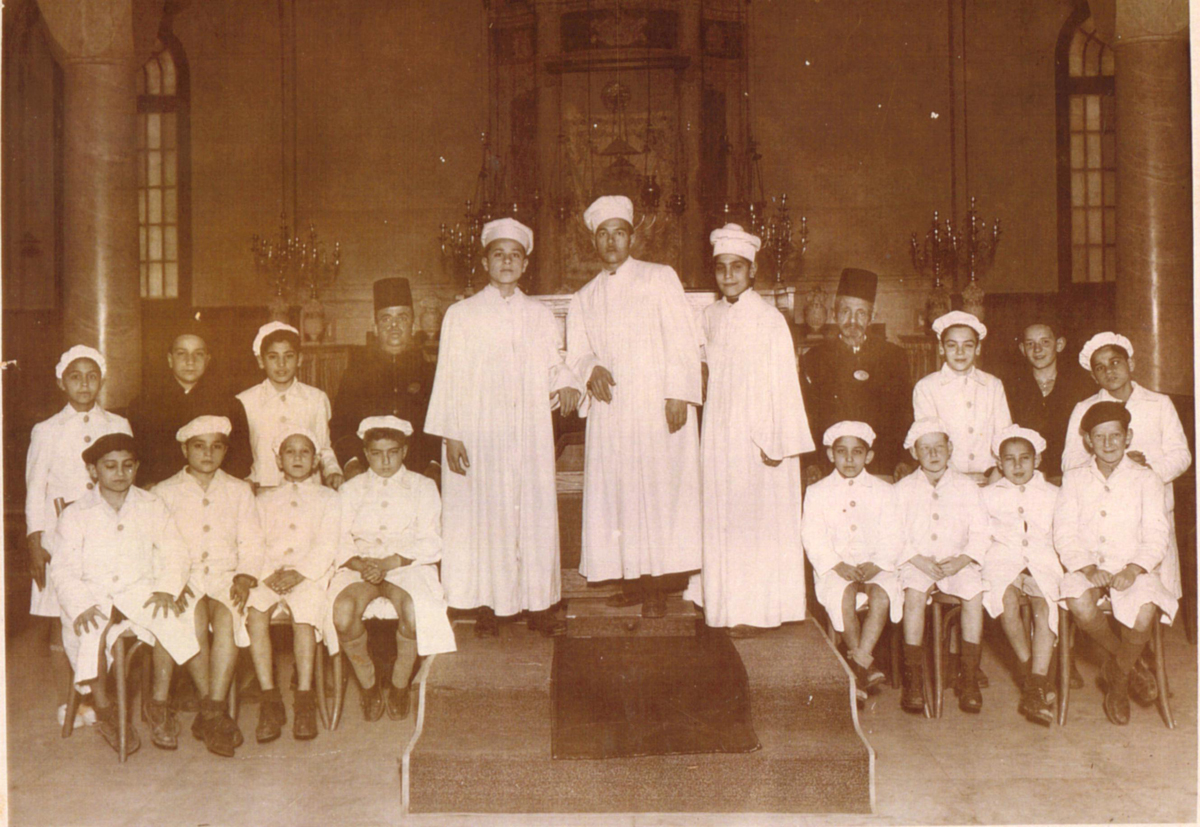
Coro judeu numa sinagoga Mizrahi em Alexandria, Egîto

A música mizrahi (em hebraico:  מוזיקה מזרחית muzika mizrachit; AFI: [ˈmuzika mizʁaˈχit]) refere-se ao género oriental influenciado pelas músicas árabe, turca e grega, que foram trazidas em Israel pelos judeus mizrahim e sefarditas. Geralmente, é cantada na língua hebraica, e por vezes em árabe, grego e turco. A tradução literal da palavra mizrahi em hebraico é "oriental". É um estilo comumente utilizado para descrever o ritmo da música clássica tradicional israelense. Neste estilo, o uso de percussões, como pandeiro e tambores costuma, sobressair sobre os demais instrumentos.[carece de fontes?]